# علیرضا قربانی
علیرضا قربانی (زادهٔ ۱۵ بهمن ۱۳۵۱) خوانندهٔ ایرانی موسیقی سنتی است. او از سال ۱۳۷۸ به عنوان خوانندهٔ ارکستر ملی ایران برنامه‌های متعددی در داخل و خارج از ایران اجرا کرده است.

## زندگی
او از دوران کودکی به مدت چندین سال به فراگیری قرائت قرآن نزد استادان مختلف پرداخت. به‌طوری‌که حتی در دوران دانشجویی به مقام دوم مسابقات دانشجویی کشور در رشته قرائت نائل آمد. از سال ۱۳۶۳ به‌طور جدی به فراگیری ردیف آوازی، تلفیق شعر و موسیقی، بینش و زیبایی‌شناسی در آواز ایران مشغول شد. وی در این راه از استادانی چون خسرو سلطانی، بهروز عابدینی، مهدی فلاح، حسین عمومی ا حمد ابراهیمی و نورالدین رضوی سروستانی بهره‌مند شد. قربانی از سال ۱۳۷۸ به عنوان خواننده ارکستر ملی ایران به رهبری فرهاد فخرالدینی به اجرای برنامه‌های متعددی در داخل و خارج از کشور پرداخته است.
قربانی صاحب دو فرزند دوقلو، یک پسر و یک دختر به نام‌های حافظ و آواز، است. همسرش مژگان غیاثی، در ۱۹ بهمن ۱۴۰۲ درگذشت.

### منع سفر به آمریکا
در فروردین ۱۴۰۱ کنسرت علیرضا قربانی در لس آنجلس لغو شد. علیرضا قربانی که اقامت کانادا را دارد، با این‌که ویزای آمریکا را گرفته و سوار هواپیما شده بود، او را از هواپیما پیاده کردند و پس از چهار ساعت بازجویی دربارهٔ خدمت سربازی که در سپاه پاسداران انجام داده بود، به دلیل فرمان اجرایی ۱۳۷۸۰ ویزای او را باطل کردند. علیرضا قربانی گفته بود به هنگام درخواست ویزای آمریکا در کنسول‌گری آمریکا در تورنتو، او کارت پایان خدمت خود را ارائه کرده بود و با اطلاع از خدمت او در سپاه برای او ویزا صادر کرده بودند.

## فعالیت حرفه‌ای
علیرضا قربانی فعالیت حرفه‌ای خود را به عنوان خواننده موسیقی سنتی ایرانی از اواسط دهه ۱۳۷۰ آغاز کرد و در سال ۱۳۷۸ یک‌سال پس از شروع فعالیت رسمی ارکستر موسیقی ملی ایران به رهبری فرهاد فخرالدینی و پس از کناره‌گیری محمدرضا شجریان از ارکستر ملی، با معرفی حسین عمومی و علی تجویدی همکاری خود را به عنوان خواننده ثابت ارکستر ملی ایران آغاز کرد.
یک‌سال بعد، نخستین آلبوم صوتی او با نام «اشتیاق» به آهنگ‌سازی فرهاد فخرالدینی و اجرای ارکستر ملی ایران منتشر شد. قربانی تا سال ۱۳۸۸ و تا پیش از تعطیل شدن ارکستر ملی به صورت ثابت با آن همکاری داشت. سپس با بازگشایی ارکستر در سال ۱۳۹۰ به رهبری بردیا کیارس در چند اجرا آن را همراهی کرد و پس از آن از ارکسترهای دولتی کناره گرفت.
علیرضا قربانی به موازات ارکستر ملی ایران، از سال ۱۳۷۵ فعالیت‌هایی در زمینه موسیقی اصیل ایرانی انجام داده است. فصل باران به آهنگ‌سازی مجید درخشانی، از خشت و خاک و روی در آفتاب به آهنگ‌سازی صادق چراغی، سوگواران خموش به آهنگ‌سازی پژمان طاهری و سرو روان به آهنگ‌سازی علی قمصری از جمله آثاری هستند که قربانی در بین سال‌های ۱۳۸۰ تا ۱۳۸۷ در زمینه موسیقی ایرانی خوانندگی آن را بر عهده داشته است.
علیرضا قربانی در عرصه بین‌المللی و در بسیاری از جشنواره‌های جهان در آسیا، اروپا و شمال آفریقا حضور داشته است. دو آلبوم او به نام‌های «جلوه گل» با همراهی داریوش طلایی و «سودایی» به آهنگ‌سازی سامان صمیمی در اروپا منتشر شده‌اند. همچنین همکاری مشترک او با خواننده تونسی (درصف حمدانی) به نام سرمستی (Ivresses) بر روی رباعیات خیام نیشابوری در اروپا با استقبال مواجه شد و در تعدادی از جشنواره‌های جهان به اجرا درآمد.
او همچنین دو همکاری مشترک با گروه شمس به نام‌های برسماع تنبور و قطره‌های باران را منتشر کرده است. دو همکاری او با مهیار علیزاده، به نام‌های حریق خزان و دخت پری‌وار مورد استقبال قرار گرفتند. اثر دیگر او به نام هم‌آواز پرستوهای آه با آهنگ‌سازی سیاوش ولی‌پور و بر اساس اشعاری از مهدی اخوان ثالث، از دیگر آثار علیرضا قربانی با آهنگ‌سازان موسیقی ایرانی است.
دو آلبوم دیگر به بازخوانی آثار آهنگ‌سازان معروف و قدیمی ایرانی ارتباط دارند. اولی بر اساس ساخته‌های همایون خرم به‌نام رسوای زمانه که سال ۱۳۸۸ و دومی بر اساس ساخته‌های علی تجویدی به‌نام رفتم و بار سفر بستم که در سال ۱۳۹۳ منتشر شد.
آلبوم مشترک او و فردین خلعتبری، من عاشق چشمت شدم نام دارد که مجموعه‌ای از همکاری‌های این دو هنرمند در زمینه موسیقی فیلم و تیتراژهای مجموعه‌های تلویزیونی است.
آلبوم فروغ نیز به آهنگ‌سازی سامان صمیمی از طرف مؤسسه فرهنگی هنری آهنگ اشتیاق وابسته به خود او منتشر شده است.

### پروژه با من بخوان
با من بخوان یک پروژه موسیقی الکتروآکوستیک است که علیرضا قربانی به‌همراه حسام ناصری آن را از اواخر سال ۱۳۹۷ با انتشار قطعه‌ای به نام نیست شو آغاز کردند. در ادامه قطعه روزگار غریب با شعری از احمد شاملو و حمید خلف‌بیگی منتشر شد که محتوایی عاشقانه-اجتماعی داشت. تور کنسرت‌های این پروژه از اردیبهشت ۱۳۹۸ در تالار وحدت آغاز شد و در تابستان و کاخ سعدآباد ادامه پیدا کرد. مجموعاً نزدیک به ۴۳ شب پروژه با من بخوان در تهران اجرا شد و جمعیتی بیش از ۲۵ هزار نفر از آن دیدن کردند. همچنین این پروژه در قالب یک تور کنسرت در بعضی از شهرستان‌های ایران هم به روی صحنه رفته است؛ آلبوم با من بخوان در تاریخ ۲۱ مرداد ۱۳۹۹ توسط مؤسسه آهنگ اشتیاق منتشر شد.

علیرضا قربانی کنسرت با من بخوان در دی ۱۳۹۸ در تالار وزارت کشور را پس سانحه سقوط هواپیمای مسافربری اوکراین با شلیک موشک سپاه پاسداران لغو کرد. در بخشی از بیانه رسمی لغو کنسرت آمده است: 
«پس از وقایع هولناک و غیرقابل باور روزهای اخیر احساس کردیم اجرای این مجموعه حق مطلب این روزها را ادا نمی‌کند و قطعات، باید کامل‌تر شده تا هم حزن خانواده‌های این عزیزان را التیام باشد هم در حافظه جمعی تاریخی کشور این فاجعه غیرقابل باور به زبان موسیقی ثبت شود.
پس علی‌رغم اشتیاق، تمهیدات جدی و اقدامات حرفه‌ای برای برگزاری کنسرت‌های تهران در روزهای ۲۶ و ۲۷ دی‌ماه، با آلام روحی بسیار، مصمم به تعهد حرفه‌ای و اجتماعی خود برای لغو کنسرت‌ها اقدام کردیم.»

### پروژه صداها و پل‌ها
پروژه صداها و پل‌ها (The Voices And Bridges) یک پروژه بین‌المللی است که علیرضا قربانی همراه با احسان مطوری آهنگساز و نوازنده سنتور آن را پیش می‌برد. ایده اصلی این پروژه تلفیق موسیقی ایرانی و موسیقی‌های دیگر جهان است که با حضور علیرضا قربانی از ایران و یک خواننده مهمان از کشورهای دیگر اتفاق می‌افتد. تابه‌حال دو قطعه از این پروژه منتشر شده است. قطعه اول به نام ال‌سوینیو به زبان فارسی و اسپانیایی و همخوانی سولانژ مردینیان خواننده آرژانتینی - ارمنستانی ساکن آمریکا و قطعه دوم به نام نازنی‌نِی به زبان فارسی و کشمیری با همکاری قیصر نیظامی خواننده کشمیری منتشر شده‌اند.
این آلبوم توانست به رتبه ۱۳ چارت Classical Crossover Albums وبگاه بیلبورد و رتبه ۴ چارت World Music Charts Europe راه پیدا کند. همچنین قطعه El Sueño از این آلبوم نیز برنده دو جایزه آکادمیا 2019 (Akademia Music Awards) و مدال برنز جایزه موسیقی جهانی 2019 (Global Music Awards) شد.

## آثار

### آلبوم‌ها
| سال  | نام آلبوم                  | آهنگساز                                 |
| ---- | -------------------------- | --------------------------------------- |
| ۱۳۷۸ | کیف انگلیسی                | فرهاد فخرالدینی                         |
| ۱۳۷۹ | اشتیاق                     | فرهاد فخرالدینی                         |
| ۱۳۸۲ | شب دهم                     | فردین خلعتبری                           |
| ۱۳۸۳ | سرود کتاب و سرود دانش      | فرهاد فخرالدینی                         |
| ۱۳۸۴ | از خشت و خاک               | صادق چراغی                              |
| ۱۳۸۵ | فصل باران                  | مجید درخشانی                            |
| ۱۳۸۶ | روی در آفتاب               | صادق چراغی                              |
| ۱۳۸۶ | سوگواران خموش              | پژمان طاهری                             |
| ۱۳۸۷ | سرو روان                   | علی قمصری                               |
| ۱۳۸۷ | منظومه‌های سمفونیک          | هوشنگ کامکار                            |
| ۱۳۸۸ | رسوای زمانه                | همایون خرم                              |
| ۱۳۸۸ | آلبوم کنسرت بزرگداشت رودکی | کوهیار باباییان/سعید خاور نژاد          |
| ۱۳۸۹ | قاف عشق                    | اسحاق چگینی/حمیدرضا خبازی/علیرضا قربانی |
| ۱۳۹۰ | جلوه گل                    | داریوش طلایی                            |
| ۱۳۹۰ | بر سماع تنبور              | گروه شمس                                |
| ۱۳۹۱ | حریق خزان                  | مهیار علیزاده                           |
| ۱۳۹۱ | هم آواز پرستوهای آه        | سیاوش ولی پور                           |
| ۱۳۹۲ | ری تا روم                  | سعید نایب محمدی                         |
| ۱۳۹۳ | رفتم و بار سفر بستم        | علی تجویدی                              |
| ۱۳۹۳ | قطره‌های باران              | گروه شمس                                |
| ۱۳۹۳ | ماهور کبیر                 | خسرو سلطانی                             |
| ۱۳۹۴ | سودایی                     | سامان صمیمی                             |
| ۱۳۹۴ | من عاشق چشمت شدم           | فردین خلعتبری                           |
| ۱۳۹۴ | دخت پری‌وار                 | مهیار علیزاده                           |
| ۱۳۹۴ | آلبوم کنسرت حریق خزان      | مهیار علیزاده                           |
| ۱۳۹۶ | فروغ                       | سامان صمیمی                             |
| ۱۳۹۸ | افسانه چشمهایت             | مهیار علیزاده                           |
| ۱۳۹۹ | با من بخوان                | حسام ناصری                              |
| ۱۴۰۰ | صداها و پل‌ها               | احسان مطوری                             |
| ۱۴۰۰ | راز-آواز                   | حسام ناصری/ارشیا صمصامی‌نیا              |

### تک آهنگ‌ها
| عنوان قطعه     | آهنگساز                   | ترانه‌سرا                           | منبع          |
| -------------- | ------------------------- | ---------------------------------- | ------------- |
| رحیل عشق       | شهرام منظمی               | مولانا                             | [ ۲۶ ]        |
| جلوه           | شهرام منظمی               | اسماعیل فرزانه                     | [ ۲۷ ]        |
| فدای جانان     | مزدا انصاری               | محمدعلی معلم دامغانی               | [ ۲۸ ]        |
| قربانی عشق     | مزدا انصاری               | محمدعلی معلم دامغانی               | [ ۲۹ ]        |
| خادمان قافله‌ها | مزدا انصاری               | محمدعلی معلم دامغانی               | [ ۳۰ ]        |
| پند پدر        | مزدا انصاری               | محمدعلی معلم دامغانی               | [ ۳۱ ]        |
| آهو            | علی جعفریان               | اکبر آزاد                          | [ ۳۲ ] [ ۳۳ ] |
| سخن عشق        | هادی منتظری               | محمدعلی بهمنی                      | [ ۳۴ ]        |
| کعبه حسن       | صادق چراغی                | سعدی                               | [ ۳۵ ]        |
| یار تو هستم    | فردین خلعتبری             | افشین یداللهی                      | [ ۳۶ ]        |
| بهار هستی      | سهراب پورناظری            | افشین یداللهی                      | [ ۳۷ ]        |
| مرگ قو         | امید داورزنی              | مهدی حمیدی شیرازی                  | [ ۳۸ ]        |
| هوای جنون      | شهرام توکلی               | محمد قهرمان                        | [ ۳۹ ]        |
| بی تابی        | محسن حسینی                | فاضل نظری                          | [ ۴۰ ]        |
| وطن نامه ۱     | رضا علی پناهی             | فریدون مشیری                       | [ ۴۱ ]        |
| وطن نامه ۲     | رضا علی پناهی             | فریدون مشیری                       | [ ۴۲ ]        |
| نرو            | فردین خلعتبری             | مسعود کلانتری                      | [ ۴۳ ]        |
| خانه آبی       | پیمان خازنی               | رضا موسوی                          | [ ۴۴ ]        |
| فروغ           | سامان صمیمی               | فروغ فرخزاد                        | [ ۴۵ ]        |
| نیست شو        | حسام ناصری                | مولوی                              | [ ۴۶ ]        |
| پل             | حسام ناصری                | احمد امیرخلیلی                     |               |
| عاشقانه نیست   | حسام ناصری                | اهورا ایمان                        | [ ۴۷ ]        |
| الله مزار      | حسام ناصری                | محمد ابراهیم جعفری                 | [ ۴۸ ]        |
| بوی گیسو       | علیرضا قربانی             | واقف لاهوری                        | [ ۴۹ ]        |
| روزگار غریب    | حسام ناصری                | احمد شاملو / مسعود خلف بیگی        | [ ۵۰ ]        |
| El Sueño       | احسان مطوری               | نیما یوشیج / Jorge L. Borges       | [ ۵۱ ]        |
| Rabābi         | حسام ناصری / ماهان میرعرب | مولوی                              | [ ۵۲ ]        |
| Nāzninay       | احسان مطوری               | فریدون مشیری / William Shakespeare | [ ۵۳ ]        |
| از هوش می‌روم   | آرش گوران                 | رضا براهنی                         | [ ۵۴ ]        |
| عروج           | حسام ناصری                | ابوسعید ابولخیر                    | [ ۵۵ ]        |
| درخت گردو      | حبیب خزایی فر             | روزبه بمانی                        | [ ۵۶ ]        |
| بی گناه        | علیرضا افکاری             | حسین غیاثی                         | [ ۵۷ ]        |
| در آن چشم‌ها    | سیاوش ولی پور             | حسین منزوی                         | [ ۵۸ ]        |
| روزهای بی‌قرار  | حسام ناصری                | حسین غیاثی                         | [ ۵۹ ]        |
| پریزاد         | غلامرضا صادقی             | اسحاق انور                         | [ ۱۲ ]        |
| پریشانی        | حسام ناصری                | احمد امیرخلیلی                     | [ ۶۰ ]        |
| پرواز قوها     | علیرضا افکاری             | حسین غیاثی                         |               |

### سریال
- کیف انگلیسی (۱۳۷۸)[۶۱]
- شب دهم (۱۳۸۱)[۶۲]
- روشن‌تر از خاموشی (۱۳۸۲)[۶۳][۶۴]
- سایه آفتاب (۱۳۸۳)[۶۵]
- مدار صفر درجه(۱۳۸۶)[۶۶]
- وضعیت سفید (۱۳۹۰)[۶۷]
- راستش را بگو (۱۳۹۱)[۶۸]
- سال‌های ابری(۱۳۹۳)[۶۹]
- پرده‌نشین (۱۳۹۳)[۷۰]
- کیمیا (۱۳۹۴)[۷۱]
- تنهایی لیلا (۱۳۹۴)[۷۲]
- شهرزاد (۱۳۹۴)[۷۳][۷۴]
- عقیق (۱۳۹۶)[۷۵]
- پدر (۱۳۹۷)[۷۶]
- هم‌گناه(۱۳۹۹)[۷۷]
- بی‌گناه (۱۴۰۱)[۷۸]
- تاسیان (۱۴۰۳)

### فیلم سینمایی
- ساکن طبقه وسط (۱۳۹۳)[۷۹]
- چهارراه استانبول (۱۳۹۶)[۸۰]
- سرکوب (۱۳۹۷)[۸۱]
- زعفرانیه ۱۴ تیر (۱۳۹۷)[۸۲]
- درخت گردو (۱۳۹۸)[۸۳]
- مست عشق (۱۴۰۳)

### مستند
- مجموعه مستند ایران (۱۳۸۹)[۸۴]
- آخرین روزهای زمستان (۱۳۹۱)[۸۵]

## جوایز

### جشنواره موسیقی فجر
| دوره                                 | رده                    | آلبوم            | نتیجه    | منبع   |
| ------------------------------------ | ---------------------- | ---------------- | -------- | ------ |
| سی و یکمین جشنواره موسیقی فجر (۱۳۹۴) | خوانندگی موسیقی ایرانی | قطره‌های باران    | برنده    | [ ۸۶ ] |
| سی و دومین جشنواره موسیقی فجر (۱۳۹۵) | خوانندگی موسیقی ایرانی | من عاشق چشمت شدم | برنده    | [ ۸۷ ] |
| سی و دومین جشنواره موسیقی فجر (۱۳۹۵) | خوانندگی موسیقی ایرانی | دخت پری‌وار       | نامزدشده | [ ۸۸ ] |
| سی و سومین جشنواره موسیقی فجر (۱۳۹۶) | خوانندگی موسیقی ایرانی | فروغ             | برنده    | [ ۸۹ ] |

### جشن خانه موسیقی
| سال  | نام اثر | رده                 | نتیجه | منبع   |
| ---- | ------- | ------------------- | ----- | ------ |
| ۱۳۹۰ | قاف عشق | بهترین آلبوم سال ۸۹ | برنده | [ ۹۰ ] |

### جشن موسیقی ما
| دوره                         | رده                                                                                     | نتیجه    | منبع   |
| ---------------------------- | --------------------------------------------------------------------------------------- | -------- | ------ |
| نخستین جشن موسیقی ما (۱۳۹۲)  | آلبوم برگزیده موسیقی سنتی (بخش کارشناسی) برای آلبوم «حریق خزان»                         | برنده    | [ ۹۱ ] |
| نخستین جشن موسیقی ما (۱۳۹۲)  | بهترین اجرای زنده موسیقی سنتی (بخش مردمی و کارشناسی)                                    | نامزدشده | [ ۹۲ ] |
| سومین جشن موسیقی ما (۱۳۹۴)   | بهترین آلبوم موسیقی معاصر، اصیل و سنتی ایرانی (بخش کارشناسی) برای آلبوم «قطره‌های باران» | برنده    | [ ۹۳ ] |
| سومین جشن موسیقی ما (۱۳۹۴)   | تک‌قطعه برگزیده خارج از آلبوم موسیقی معاصر، اصیل و سنتی ایرانی برای قطعه «پرده‌نشین»      | برنده    | [ ۹۳ ] |
| چهارمین جشن موسیقی ما (۱۳۹۶) | قطعه برگزیده موسیقی معاصر و سنتی ایرانی (بخش مردمی) برای قطعه «فروغ»                    | نامزدشده | [ ۹۴ ] |
| پنجمین جشن موسیقی ما (۱۳۹۷)  | قطعه برگزیده موسیقی معاصر و سنتی ایرانی (بخش مردمی) برای قطعه «چهارراه استانبول»        | برنده    | [ ۹۵ ] |

### جشن حافظ (جایزه دنیای تصویر)
| دوره                                | سریال / فیلم          | رده                        | نتیجه    | منبع    |
| ----------------------------------- | --------------------- | -------------------------- | -------- | ------- |
| نهمین جشن دنیای تصویر (۱۳۸۶)        | سریال سایه‌آفتاب       | بهترین ترانه فیلم و سریال  | نامزدشده | [ ۹۶ ]  |
| یازدهمین جشن دنیای تصویر (۱۳۸۸)     | سریال مدار صفر درجه   | بهترین ترانه فیلم یا سریال | برنده    | [ ۹۷ ]  |
| چهاردهمین جشن دنیای تصویر (۱۳۹۳)    | سریال راستش را بگو    | بهترین ترانه فیلم یا سریال | برنده    | [ ۹۸ ]  |
| پانزدهمین جشن دنیای تصویر (۱۳۹۴)    | سریال سال‌های ابری     | بهترین ترانه فیلم یا سریال | نامزدشده | [ ۹۹ ]  |
| پانزدهمین جشن دنیای تصویر (۱۳۹۴)    | سریال پرده نشین       | بهترین ترانه فیلم یا سریال | نامزدشده | [ ۹۹ ]  |
| شانزدهمین جشن دنیای تصویر (۱۳۹۵)    | سریال کیمیا           | بهترین ترانه فیلم یا سریال | نامزدشده | [ ۱۰۰ ] |
| نوزدهمین جشن دنیای تصویر (۱۳۹۸)     | فیلم چهارراه استانبول | بهترین ترانه فیلم یا سریال | برنده    | [ ۱۰۱ ] |
| نوزدهمین جشن دنیای تصویر (۱۳۹۸)     | سریال پدر             | بهترین ترانه فیلم یا سریال | نامزدشده | [ ۱۰۱ ] |
| بیستمین جشن دنیای تصویر (۱۳۹۹)      | فیلم سرکوب            | بهترین ترانه فیلم یا سریال | نامزدشده | [ ۱۰۲ ] |
| بیست و یکمین جشن دنیای تصویر (۱۴۰۰) | سریال هم‌گناه          | بهترین ترانه فیلم یا سریال | برنده    | [ ۱۰۳ ] |
| بیست و یکمین جشن دنیای تصویر (۱۴۰۰) | فیلم درخت گردو        | بهترین ترانه فیلم یا سریال | نامزدشده | [ ۱۰۴ ] |
| بیست و سومین جشن دنیای تصویر (۱۴۰۳) | فیلم مست عشق          | بهترین ترانه فیلم یا سریال | برنده    |         |

- جایزه آکادمیا ۲۰۱۹ (Akademia Music Awards) برای قطعهٔ «El Sueño"[۱۰۵]
- مدال برنز جایزه جهانی موسیقی ۲۰۱۹ (Global Music Awards) برای قطعهٔ «El Sueño"[۱۰۶]
- مدال نقره جایزه جهانی موسیقی ۲۰۲۰ (Global Music Awards) برای قطعهٔ «ربابی»[۱۰۷]

## کنسرت‌ها

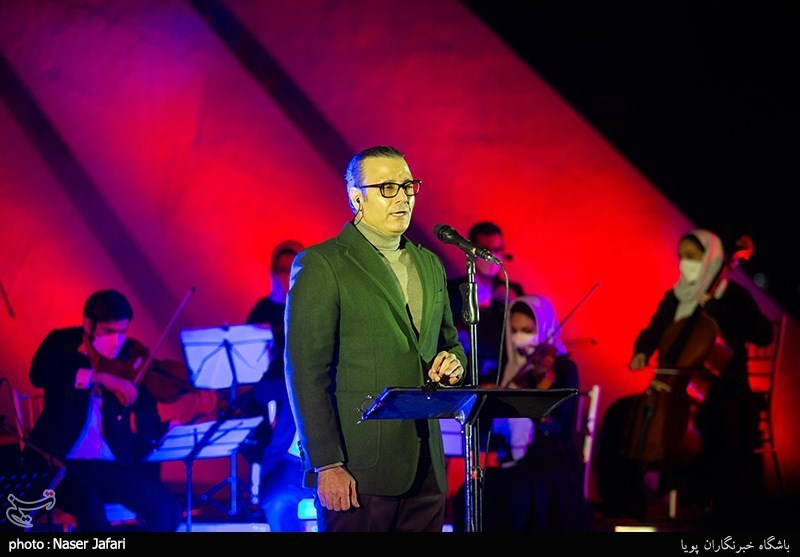
کنسرت علیرضا قربانی در برج آزادی تهران، یکم فروردین ۱۴۰۰

- کنسرت «فصل باران» به سرپرستی مجید درخشانی با اجرای گروه خورشید در تالار وحدت (دی ۱۳۸۴)[۱۰۸]
- کنسرت «سوگواران خموش» به سرپرستی پژمان طاهری با اجرای گروه ایرانی در سال‌های ۱۳۸۵ و ۱۳۸۶ در سازمان ملل[۱۰۹] و سازمان انرژی اتمی[۱۱۰] و نیز در در تالار وحدت[۱۱۱]
- کنسرت «مدار صفر درجه» به رهبری بردیا کیارس به همراه ارکستر مجلسی ایرانیان با اجرای آثاری از فردین خلعتبری (آذر ۱۳۸۸)[۱۱۲]
- ۱۱ تا ۱۳ اسفند ۱۳۸۹ کنسرت پورناظری‌ها در سی‌امین سال تأسیس گروه شمس با صدای علیرضا قربانی در سالن میلاد نمایشگاه بین‌المللی تهران[۱۱۳]
- کنسرت «می ناب» به رهبری بردیا کیارس به همراه ارکستر سمفونیک تهران با اجرای آثاری از روح‌الله خالقی و فردین خلعتبری در مرکز همایش‌های برج میلاد (مرداد ۱۳۹۰)[۱۱۴]
- کنسرت «برسماع تنبور» به همراه گروه شمس در تالار وحدت (شهریور ۱۳۹۰)[۱۱۵]
- کنسرت «حریق خزان» با صدای علیرضا قربانی و آهنگسازی مهیار علیزاده در شهر وین اتریش برگزار می‌شود.

مهیار علیزاده آهنگساز آلبوم «حریق خزان» با اعلام این خبر در گفتگو با خبرنگار موسیقی ایرانیان، دربارهٔ این برنامه گفت: «در ۱۳ بهمن سال جاری (اول فوریه ۲۰۱۳) آلبوم «حریق خزان» و قطعات جدیدی که ساخته‌ام را با صدای علیرضا قربانی و همراهی گروه «موسیقی هنری ایران»، ارکستر «تهران وین»»
- کنسرت «شب دهم» به رهبری آرش گوران به همراه ارکستر ملی ایران در تالار وحدت (مرداد ۱۳۹۱)[۱۱۶]
- کنسرت مشترک با کیهان کلهر در جشنواره ۴۰۲۰ اتریش (اردیبهشت ۱۳۹۲)[۱۱۷]
- کنسرت «حریق خزان» به رهبری سهراب کاشف و با آهنگسازی مهیار علیزاده در تالار وحدت (مهر ۱۳۹۲)[۱۱۸]
- کنسرت «شهرزاد» با اجرای آثاری از فردین خلعتبری در مرکز همایش‌های برج میلاد (۱۳۹۳)[۱۱۹]
- کنسرت دوسلدورف، اجرای قطعاتی از آلبوم حریق خزان با صدای علیرضا قربانی و آهنگسازی مهیار علیزاده، به همراهی ارکستر فیلارمونیک جوانان دوسلدورف (۲۷ سپتامبر ۲۰۱۴)[۱۲۰]
- کنسرت «با من بمان» به رهبری ایمان خمر با همراهی ارکستر کامر وین در سالن موتزارت کنسرت هاوس وین (اردیبهشت ۱۳۹۴)[۱۲۱]
- کنسرت «دخت پری‌وار» به آهنگسازی مهیار علیزاده در تالار وحدت (خرداد ۱۳۹۵)[۱۲۲]
- کنسرت «فروغ» به آهنگسازی سامان صمیمی در تالار وحدت (تیر ۱۳۹۶)[۱۲۳]
- کنسرت «سودایی» به همراه گروه اشتیاق در جشنواره وومکس (آبان ۱۳۹۶)[۱۲۴]
- کنسرت «همه ایرانم» یا «شب موسیقی ایرانی با ارکستر سمفونیک اپرای ونکوور» به رهبری شهرداد روحانی در سالن کویین الیزابت شهر ونکوور در ژانویه ۲۰۱۸ برگزار شد. در این کنسرت نخستین اجرای جهانی پوئم سمفونی «همه ایرانم» ساختهٔ کامبیز روشن‌روان با خوانندگی علیرضا قربانی اجرا شد.[۱۲۵][۱۲۶][۱۲۷]
- کنسرت «ناگهان رستخیز» («شب موسیقی ایرانی») با ارکستر سمفونیک اپرای ونکوور و گروه کر باخ ونکوور برای بزرگداشت احمد پژمان در بیستم ژانویه ۲۰۱۹ در سالن ارفیوم شهر ونکوور برگزار شد. در این کنسرت، علیرضا قربانی علاوه بر اجرای پوئم سمفونی مولانا ساخته هوشنگ کامکار، قطعاتی از همایون خرم، فردین خلعتبری، مهیار علیزاده، سامان صمیمی و غلامحسین مین باشیان را با ارکستر سمفونیک اپرای ونکوور و گروه کر باخ ونکوور به رهبری لسلی دالا اجرا کرد.[۱۲۸][۱۲۹]
- کنسرت «با من بخوان»، این پروژه که بر اساس موسیقی الکتروآکوستیک ساخته شده و در شهرهای مختلف برگزار شد برای نخستین بار در اردیبهشت ۱۳۹۸ در تالار وحدت تهران به روی صحنه رفت.[۱۳۰]
- در روز ۳ مرداد ۱۳۹۸ کنسرت علیرضا قربانی از پروژه با من بخوان در شهر بیستون برگزار شد.
- کنسرت مشترک با عالیم قاسمف در هجدهمین جشنواره بین‌المللی موسیقی عرفانی در شهر قونیه در (مهر ۱۴۰۰)[۱۳۱]
- کنسرت مشترک با عالیم قاسمف در اکسپو ۲۰۲۰ دبی (اسفند ۱۴۰۰)[۱۳۲]
- تور کنسرت در شهرهای رشت، گرگان، کیش، کرمان، تبریز، شیراز و تهران (اردیبهشت-خرداد و تیرماه ۱۴۰۲)
- کنسرت تخت جمشید (تیر ۱۴۰۰)
- کنسرت کاخ سعد آباد (تیر۱۴۰۲)[۱۳۳]
- کنسرت مجموعه ورزشی آزادی (خرداد ۱۴۰۴)